# Liste der Präsidialminister für Nationale Planung Namibias
Dies ist eine Liste der Präsidialminister für Nationale Planung Namibias (englisch Minister in Presidency for National Planning). Das Amt bestand nur zwischen 2015 und 2020.
| Nr.                                                                                  | Foto                                                                                 | Name                                                                                 | Lebensdaten                                                                          | Partei                                                                               | Kabinett                                                                             | Amtszeit (Beginn)                                                                    | Amtszeit (Ende)                                                                      |
| Präsidialminister für Nationale Planung Minister in Presidency for National Planning | Präsidialminister für Nationale Planung Minister in Presidency for National Planning | Präsidialminister für Nationale Planung Minister in Presidency for National Planning | Präsidialminister für Nationale Planung Minister in Presidency for National Planning | Präsidialminister für Nationale Planung Minister in Presidency for National Planning | Präsidialminister für Nationale Planung Minister in Presidency for National Planning | Präsidialminister für Nationale Planung Minister in Presidency for National Planning | Präsidialminister für Nationale Planung Minister in Presidency for National Planning |
| ------------------------------------------------------------------------------------ | ------------------------------------------------------------------------------------ | ------------------------------------------------------------------------------------ | ------------------------------------------------------------------------------------ | ------------------------------------------------------------------------------------ | ------------------------------------------------------------------------------------ | ------------------------------------------------------------------------------------ | ------------------------------------------------------------------------------------ |
| 01                                                                                   |                                                                                      | Tom Alweendo                                                                         | 1958–                                                                                | SWAPO                                                                                | Geingob I                                                                            | 2015                                                                                 | 2018                                                                                 |
| 02                                                                                   |                                                                                      | Obeth Kandjoze                                                                       | 1966–                                                                                | SWAPO                                                                                | Geingob I                                                                            | 2018                                                                                 | 2020                                                                                 |